# Puebladas de Cutral Có y Plaza Huincul

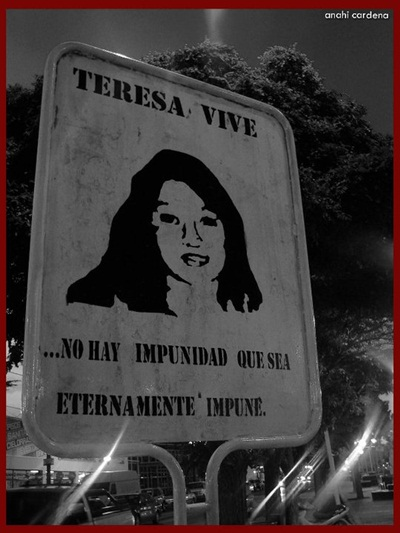
Memorial por Teresa Rodríguez en Cutral Có. Teresa Rodríguez fue asesinada por las fuerzas de seguridad el 12 de abril de 1997 durante la segunda pueblada.

Las puebladas de Cutral Có y Plaza Huincul, también conocidas como cutralcazos, fueron una serie de protestas populares en las ciudades argentinas aledañas de Cutral Có y Plaza Huincul sucedidas principalmente en 1996 y 1997. 
Tienen importancia histórica por ser consideradas el inicio de los movimientos de desocupados y piqueteros aparecidos para luchar contra parte de las políticas económicas liberales aplicadas en la década de 1990 por el presidente Carlos Menem en el marco del Consenso de Washington de 1989. 
El conglomerado urbano Cutral Có - Plaza Huincul, ubicado en la provincia de Neuquén, surgió a partir de la década de 1930 como base de apoyo urbana para la explotación de los ricos yacimientos de petróleo y gas natural que existen en la zona. Las puebladas tuvieron su causa en los despidos masivos dispuestos luego de la privatización de las empresas públicas de petróleo y gas natural, Yacimientos Petrolíferos Fiscales y Gas del Estado, que generaron un estado general de pobreza y desocupación masivas en esas ciudades.
La primera pueblada se extendió entre el 20 de junio y el 27 de junio de 1996. Se desencadenó debido a la decisión del gobernador de la provincia de Neuquén de rechazar la instalación de una fábrica de fertilizantes en Cutral Có y finalizó con un acta acuerdo de trece puntos entre los manifestantes y el gobernador.
La segunda pueblada se extendió entre el 9 de abril y el 18 de abril de 1997, en el marco de una protesta docente de la Asociación de Trabajadores de la Educación de Neuquén (ATEN). Como resultado de la represión y la criminalización de la protesta social el 12 de abril fue asesinada Teresa Rodríguez, quien se convertiría en una de las figuras inspiradoras del movimiento piquetero.

## Antecedentes
En  noviembre de 1989   se produce la caída del muro de Berlín, este hecho pone fin  a la Guerra Fría, los principales organismos financieros internacionales elaboraron una serie de lineamientos de política económica para América Latina que fueron conocidos como el Consenso de Washington, que incluía la privatización de las empresas públicas, la desregulación de los mercados -incluido el mercado de trabajo- y apertura de las economías nacionales al comercio internacional. Las instrucciones del Consenso de Washington fueron aplicadas en todos los países de América Latina en la década de 1990, con excepción de Cuba. En Argentina fueron aplicadas por los gobiernos de Carlos Menem (1989-1999) primero, y de Fernando de la Rúa (1999-2001) después, con un alto costo social que desembocó en la crisis de diciembre de 2001.
En ese marco el gobierno del presidente Menem, con el ministro de Economía Domingo Cavallo, dispuso la privatización de todas las empresas públicas existentes en Argentina, entre ellas las empresas de petróleo y gas natural, Yacimientos Petrolíferos Fiscales y Gas del Estado, privatizadas en 1992.
En 1996 Neuquén contaba con el 53% de las reservas de gas y el 31% de las reservas de petróleo del país, a la vez que producía el 60% del gas y el 38% del petróleo. Plaza Huincul fue el lugar en el que en 1918 YPF descubrió y perforó el primer pozo petrolero en Neuquén. Cutral Có es una ciudad inmediatamente aledaña a Plaza Huincul, fundada en 1932 en donde YPF instaló una destilería y oficinas de servicios, a la vez de convertirse en la segunda ciudad de la provincia. Se trata de un lugar estratégico, ubicado en el cruce de la ruta nacional 22 y la ruta provincial 17. Ambas ciudades prosperaron y desarrollaron una extensa clase media apoyada en los altos salarios de los trabajadores del petróleo y el gas, calificados en ese momento como "aristocracia obrera" y conocidos como los ypefianos. Hasta 1992, en Cutral Có - Plaza Huincul trabajaban las dos terceras partes del total de trabajadores de YPF.
Antes de ser privatizadas, el gobierno dispuso despedir gran cantidad de empleados de YPF y Gas del Estado. En Cutral Có YPF despidió a 3.600 de los 4.200 empleados que tenía. Con las indemnizaciones recibidas instalaron pequeños comercios o servicios de transporte locales, o tercerizaron servicios para las nuevas empresas privadas, pero el alto desempleo y la disminución drástica de la actividad económica en ambas ciudades, llevó a la quiebra masiva de esos microemprendimientos.

Los de YPF, todos los que los echaron, pusieron taxis, pusieron quioscos... y no pasó nada... y se murieron porque clientes no hay.
Joven de Cutral Có, entrevistado para el documental Huellas de un siglo: puebladas de Cutral Có y Mosconi

Las poblaciones de Cutral Có y Plaza Huincul, recibieron con indiferencia la noticia de la privatización de YPF y Gas del Estado en 1992. Una antigua prédica multiplicada por los medios de comunicación, había instalado la creencia general de que las empresas públicas eran ineficientes y derrochadoras de los fondos públicos y que las empresas extranjeras que las compraron mejorarían notablemente los ingresos de la comunidad.
Las transformaciones económicas y sociales fueron difundidas con optimismo y denominadas como "el milagro argentino", por el Fondo Monetario Internacional, los sectores empresarios y los grandes medios de comunicación argentinos y globales.
Sin embargo ya en 1994 se habían prendido luces de alerta, cuando a consecuencia de la crisis mexicana conocida como "Efecto tequila", apareció en la Argentina el desempleo masivo, un fenómeno que el país no había conocido nunca.
 En el caso de Cutral Có y Plaza Huincul, la desocupación que era el 3,6% en 1992 había pasado a ser el 26% en 1996.
Si bien los cutralcazos suelen ser considerados como los que iniciaron la lucha popular mediante piquetes y cortes de ruta para protestar por las reformas neoliberales, antes de las puebladas de Cutral Có existieron otras puebladas y cortes de ruta, como el santiagueñazo de 1993 y la rebelión popular en la localidad neuquina de Senillosa en noviembre de 1994. Cutralco y Plaza Huincul 1996 - 7, o en Tratagal y General Mosconi 1997-2001. Para mencionar las más conocidas. Dentro de este panorama, Neuquén se destaca por la amplia participación de sus actores, tales como organizaciones de desocupados, obreros de la construcción, docentes,  la resistencia a las privatizaciones, la autogestión obrera, luchas del pueblo mapuche; por mencionar algunas. Logrando transformar esas protestas en prácticas de acción colectiva.

## Puebladas

Cutral có y Plaza Huincul se encuentran sobre la Ruta Nacional 22, ruta estratégica para conectar a Neuquén con el resto del país y transportar combustibles.

### Pueblada de 1996
La primera pueblada estalló el jueves 20 de junio de 1996 y duró seis días. Los vecinos de Cutral Co y Plaza Huincul organizaron piquetes y cortaron las rutas que pasan por esas ciudades, reclamando trabajo. Se trataba de un tipo de protesta del que no había antecedentes en Argentina. Desde entonces el término "piquetes" comenzaría a tomar una significación nacional como movimientos de protesta popular que utilizan los cortes de rutas, puentes o calles como elemento de presión.
En ese momento los desocupados en ambas ciudades llegaban a 8.000 personas, equivalente al 26% de la población económicamente activa, siendo responsable las empresas privatizadoras del 80% de ese desempleo. Solo 900 vecinos recibían algún plan de asistencia y la empresa de gas estaba realizando 70 cortes de servicios diarios por falta de pago. Al iniciarse el duro invierno patagónico 1.500 hogares habían sufrido ya el corte del suministro de gas.
La protesta fue desencadenada por la decisión del gobernador de la provincia de Neuquén Felipe Sapag de interrumpir las negociaciones con la empresa canadiense Agrium para instalar una planta de fertilizantes en Plaza Huincul, un proyecto que se remontaba a 1966 y que para las comunidades de Plaza Huincul y Cutral Có era la única esperanza de reemplazar los miles de puestos de trabajo perdidos con la privatización de YPF.
La noticia fue difundida de manera muy crítica desde la mañana a través de radio Victoria (97.7), una radio local afín al principal opositor interno del gobernador, Jorge Sobisch, perteneciente a la corriente blanca del mismo partido político hegemónico en la provincia, el Movimiento Popular Neuquino (MPN):

Se ha terminado de consumar la traición de Felipe Sapag, no vamos a tener la planta de fertilizantes. Es la traición de Felipe a Cutral Co.
Radio Victoria, 20 de junio de 1996

Los alarmados oyentes de la radio comenzaron a enviar mensajes de repudio a la decisión del gobernador y a pedir "hagamos algo", "vayamos a la ruta". A las cuatro y media de la tarde,  una columna de varios cientos de maestros, padres y alumnos, marchaban en una protesta por la nueva ley federal de educación, bajaba por el acceso sur del Campamento 1. Al llegar a la torre de acceso al Campo de deportes de YPF, se encontró con un grupo de militantes de izquierda, que nada tenían que ver con esta marcha. Estos últimos estaban cortando los alambrados a la vera de la ruta 22 y cruzandolos sobre el asfalto. Simultáneamente había una docente de Cutral-Co, que micrófono en mano, describía la situación social de la comarca y proponía mostrar el descontento de una manera inequívoca: sitiar las ciudades y la destilería. Gran parte de esa marcha, aunque no era el plan original, se quedó a acompañar el inicio del bloqueo del acceso a la comarca. 
Poco después había miles de personas caminando o con sus autos y camionetas ocupando la ruta. Un grupo de jóvenes trabajadores y trabajadoras comenzaron a instalar "puestos" o "piquetes" de bloqueo, para extenderlo en el tiempo, colocando cubiertas sobre el camino e incendiándolas, creando fogones, razón por la cual los piqueteros también fueron llamados inicialmente "fogoneros". Para la noche los manifestantes habían instalado seis puestos sobre la Ruta Nacional 22, bloqueando todas las entradas y salidas de Cutral Co y Plaza Huincul. El bloqueo alcanzó también a la destilería de YPF y a los camiones que se encontraban dentro cargados de combustible. Las barricadas se fabricaron con todo lo que había en los pueblos, alambres de púas, piedras, gomas, palos y hasta carrocerías de viejos autos. 
Se dio una organización horizontal, sin ningún tipo de jefaturas, a lo sumo voceros o voceras espontáneos:

Yo admiro por ejemplo en el piquete de Añelo o cualquiera, a los chicos, que ahora no sabemos el nombre, no los conocemos, tal vez no los veamos más, que estuvieron toda la noche. Toda la noche los tipos ahí parados. Ese muchacho que estaba ahí toda la noche porque estaba convencido de que su cerebro, no en sus pantalones, porque esto no se ganó con los huevos sino con la cabeza, era el que se convertía en líder natural por la presencia. Yo me acuerdo de este chico todo vestido de negro que estuvo desde el primer día todo el tiempo, que ya no se veía de negro que estaba. Yo cuando decía algo por ahí sentía que no tenía autoridad moral, pero asimismo ese pibe de barrio, así como hubo muchos, te daba la confianza y te decía: "bueno, andá vos, vos me representás". Era como que te autorizaba porque él era la autoridad moral del piquete.
Testimonio de un piquetero

Los manifestantes reclamaban trabajo: la consigna "queremos trabajo" fue una de las más repetidas. Esa noche Sapag había dado a conocer un fax por el que citaba a los delegados del movimiento a su despacho en Neuquén, pero la mayoría de la población pedía que fuera el gobernador Sapag el que se hiciera presente en Cutral Có para dialogar.
Al día siguiente, viernes 21 de junio, las poblaciones de ambas ciudades se habían comprometido con el corte. La radio FM Victoria pasó a funcionar como medio de comunicación y coordinación de la comunidad. Las escuelas suspendieron las clases, los negocios fueron cerrados y hasta los municipios declararon asueto para el personal. Se organizaron salones comunitarios en varios puntos de las ciudades, para almacenar alimentos, combustibles y otros elementos necesarios para dar apoyo logístico a las barricadas. Varios autos, camiones y taxis fueron puestos a disposición para transportar gratis a las personas que estaban sosteniendo los puestos de bloqueo y las estaciones de servicio dispusieron que solo se atendería solamente a los bomberos, ambulancias y automóviles puestos al servicio del corte.
El bloqueo se mantuvo todo el fin de semana, día y noche, a pesar de las temperaturas que llegaban a 10 grados bajo cero. El sábado a la tarde se realizó la primera asamblea, en la que se hicieron presentes los dirigentes políticos locales, pero la asamblea exigió que no participara ningún dirigente político. "No hubo nadie que mandara", dijeron varios pobladores.
El gobernador Sapag dijo públicamente que los manifestantes eran "delincuentes" y exigía a los pobladores levantar el corte antes de concederles una audiencia para analizar soluciones a la situación social planteada. El domingo, la mediación del obispo Agustín Radrizzani moderó la postura del gobernador, quien aceptó recibir a una delegación de los piqueteros, pero estos le reiteraron al sacerdote que era el gobernador quien debía ir a hablar con la gente.
El lunes 24, ante el ofrecimiento de dialogar del gobernador del día anterior, se realizó una asamblea popular en la destilería de YPF en Plaza Huincul que reunió a 5.000 personas. La asamblea mostró la existencia de dos grandes posturas, las de aquellos que querían enviar una delegación a la capital de la provincia para negociar con el gobernador y la de aquellos que pretendían que el gobernador fuera hasta Cutral Có, argumentando que nadie podía representar al pueblo: "los piquetes son representativos de los piquetes". El grupo que quería ir a Neuquén a negociar eligió una delegación, pero el resto de los manifestantes impidió que saliera del pueblo. A la noche el gobernador Sapag habló por radio sobre la situación, argumentando que la provincia no tenía los fondos necesarios para aportar a la instalación de la fábrica de fertilizantes y que no era su culpa que la privatizada YPF hubiera despedido 3.500 personas en ambas ciudades.
El mismo lunes 24 de junio la jueza federal Margarita Gudiño de Argüelles ordenó el desalojo de la ruta, a la vez que el ministro del Interior Carlos Corach envió un contingente de 400 gendarmes, 33 vehículos, una tanqueta, un carro hidrante y decenas de perros, dirigidos por el comandante mayor Eduardo Jorge, que procedieron a tomar posiciones rodeando ambas ciudades neuquinas. Luego se sabría que Jorge figuraba en los registros de la CONADEP como responsable del principal centro clandestino de detención en Tucumán, durante la última dictadura. Para entonces, el bloqueo de la vital ruta 22 había desabastecido de combustible el resto de la provincia, incluyendo la provisión de querosén para calefacción, vital por las bajas temperaturas del invierno patagónico.
El martes 25 a la mañana la Gendarmería avanzó sobre los dos primeros "puestos", instalados a ocho kilómetros de Plaza Huincul, desalojándolos sin confrontación. Pero al mediodía, cuando las tropas se encontraban a cuatro kilómetros de la ciudad, los manifestantes comenzaron a tirar piedras contra las fuerzas de seguridad, que respondieron con agua y gases lacrimógenos, hiriendo a varias personas. El hecho generó indignación general en la población que se sumó activamente la protesta. Al mediodía 20.000 personas ocupaban tres kilómetros de la ruta, la mitad de la población de ambas ciudades, y marchaban al encuentro de la jueza Gudiño en el puesto central conocido como La Torre.
La jueza Gudiño de Argüelles se dirigió entonces a la Torre y se subió al techo de la combi de la radio para dirigirse a los manifestantes con un megáfono que los piqueteros le facilitaron. La jueza explicó a los pobladores que el bloqueo de la ruta era un delito y que debían desocuparla. Pero los pobladores rechazaron de plano y a viva voz toda posibilidad de reitarse de la ruta. Ante el rechazo de la población, la jueza dijo que lo que estaba sucediendo era un delito de sedición y sorprendió a todos declarándose incompetente ahí mismo:

Esto me excede. Yo me declaro incompetente y me retiro de aquí con la Gendarmería.
Jueza Margarita Gudiño de Argüelles

La decisión de la jueza de apartarse de la causa y llevarse a la Gendarmería fue tomada como un triunfo por la población que estalló en una ovación y se abrazaban celebrando la victoria.
Simultáneamente el gobernador Sapag había decidido ir a hablar con los manifestantes a Cutral Có, a donde llegó el martes por la tarde, acompañado del obispo Radrizzani y parte de su gabinete. Luego de dudar sobre si concurriría la Torre donde estaba reunida la gente, finalmente decidió hacerse presente y hablar cara a cara con la población a las nueve de la noche. Allí reconoció que el movimiento popular era una "patriada" y que la culpa era de las política liberales tomadas por el gobierno nacional. Luego de hablar con los manifestantes el gobernador tomó la decisión de instalar su despacho en la intendencia de Cutral Có durante varios días para poder hablar con la población y encontrar soluciones.
El miércoles 26 a la mañana el gobernador Sapag abrió las puertas de su despacho instalado en la intendencia y recibió a una delegación de unos treinta piqueteros y piqueteras. Al mediodía habían llegado a un acuerdo que los pobladores exigieron que se realizara por escrito y quedó expresado en un acta de trece puntos, en los cuales el gobierno provincial declaraba la región en estado de "emergencia ocupacional y social", se comprometía a llamar en un mes a licitación internacional para instalar la fábrica de fertilizantes cuya suspensión desencadenó la pueblada, ordenaba la reconexión en 48 horas de todos los servicios cortados por falta de pago, establecía un plan de obras públicas a iniciarse de inmediato, duplicaba la cantidad de bonos entregados al municipio para comprar de garrafas de gas y enviaba 650 cajas de alimentos. Además el gobierno nacional envió ese mismo día 40.000 raciones de alimentos deshidratados y de leche en polvo, azúcar, harina y aceite.
El acta deja constancia también de que el acuerdo del gobernador de Neuquén se realizaba con "la Comisión de Representantes de Piquetes de Cortes de Rutas". Desde ese momento la palabra "piquete" pasaría a expresar una forma novedosa de protesta para aquellas personas que no tenían trabajo ni recursos mínimos de subsistencia.
Fotocopias del acta fueron llevadas a los piquetes para ser leídas y a las 16:30 una asamblea aprobó el acuerdo y dispuso finalizar el bloqueo. La población celebró el acuerdo con una caravana de automóviles. A las 17 horas la ruta ya estaba despejada.

### Pueblada de 1997

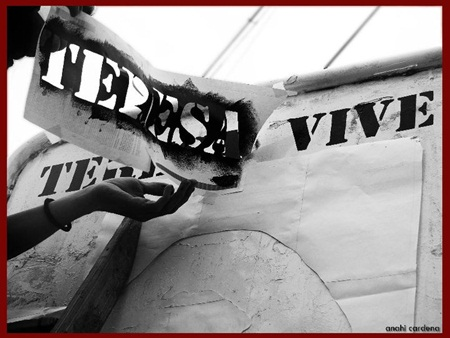
Reparación del memorial de Teresa Rodríguez durante el homenaje de recuerdo realizado en 2012. Teresa Rodríguez fue una joven de 24 años, madre de tres hijos, que fue asesinada durante la segunda pueblada.

La segunda pueblada en Cutral Có se produjo en el marco de un prolongado conflicto sindical entre los docentes organizados en la Asociación de Trabajadores de la Educación de Neuquén (ATEN) -miembro de CTERA y la CTA- y la provincia. En el marco de la provincialización de la educación dispuesta por la Ley Federal de Educación, la provincia había reducido salarios y suprimido talleres, horas no programáticas, cursos y escuelas diferenciales. El sindicato docente estimó que esas medidas dejarían sin trabajo a unas 1.200 personas y decretó una huelga por tiempo indeterminado desde el primer día de clase que se extendería durante casi dos meses.
El 24 de marzo, aniversario de la última dictadura y fecha de movilización anual, la marcha docente en la ciudad de Neuquén sumó diez mil personas de todos los sectores sociales y culminó con la toma de los puentes de la Ruta Nacional 22 que unen las provincias de Neuquén y Río Negro. Los docentes mantuvieron cortadas las rutas hasta que el 27 de marzo la Gendarmería desalojó violentamente los puentes defendidos por jóvenes de las barriadas populares de la ciudad, llevando al sindicato docente a convocar a la población de todas las ciudades neuquinas a tomar las rutas el siguiente 9 de abril.
En Cutral Có ese llamado del sindicato obró como desencadenante. La población estaba muy descontenta por el incumplimiento de muchos de los puntos del acuerdo alcanzado en la pueblada del año anterior. El miércoles 9 de abril jóvenes de los sectores populares conocidos como "fogoneros", estudiantes secundarios y la Comisión de Padres en Defensa de la Educación cortaron nuevamente la Ruta Nacional 22 en solidaridad con la huelga docente, manteniendo los piquetes a pesar de la intimación judicial y las presiones del gobierno que consideraban que los manifestantes estaban cometiendo un delito.
El sábado 12 de abril la Gendarmería y la policía provincial, bajo órdenes del el juez federal Oscar Temi, iniciaron una violenta embestida contra los jóvenes que se encontraban en los piquetes, desplazándolos de la ruta y persiguiéndolos hacia la ciudad. Pero entonces la población salió masivamente a la calle para defender a los jóvenes. En la represión las fuerzas de seguridad mataron de un balazo a Teresa Rodríguez, una joven madre con tres hijos, e hirieron de bala a 20 personas más. La indignación de la población llevó a que una multitud calculada en 20.000 personas rodeara a las fuerzas represoras, que ante el peligro inminente que corrían abandonaron las ciudades que quedaron en poder de la población.
La represión en Cutral Có y en especial el asesinato de Teresa Rodríguez fue duramente criticado por las fuerzas políticas de oposición al gobierno del presidente Menem, los sindicatos las organizaciones de derechos humanos y la Iglesia católica. CTERA decretó un paro general en todo el país con una marcha de silencio en memoria de Teresa Rodríguez, que se realizó con un altísimo acatamiento el día lunes 14.
Las dos ciudades se organizaron formando una Asamblea Popular que quedó de hecho como gobierno, con un secretariado de doce miembros que se renovaba por tercios ante cada gestión y una Comisión de Padres en solidaridad con la huelga docente.
El martes 15 de abril el presidente Menem realizó declaraciones sobre los hechos de Cutral Có, atribuyéndole la responsabilidad de la violencia a los jóvenes "imberbes" (en alusión a la confrontación de la izquierda peronista con Perón el 1 de mayo de 1974) y calificando a las protestas como un "retorno de la subversión".
 Ese mismo día la huelga docente fue levantada y el gobernador Sapag acordó con el presidente Menem un plan de medidas sociales, 800 planes sociales (Plan Trabajar), 500 nuevos puestos de trabajo en YPF y planes para realizar mil viviendas, pero las negociaciones entre los pobladores y Sapag se empantanaron.  Ese día Hebe de Bonafini de Madres de Plaza de Mayo, Elisa Carrió de la Unión Cívica Radical y Laura Musa del Frepaso se hicieron presentes en Cutral Có para expresar su apoyo a la pueblada.
Ese mismo día Clarín redactó un artículo especialmente dedicado a los jóvenes desocupados que se habían transformado en sujetos centrales de las puebladas, con el título de "Los 'fogoneros' son muy jóvenes y no tienen trabajo":

"Llamame Negro. la semana pasada cumplí 19 años. Nací en Cutral-Có y soy hijo de petroleros. Tengo tres hermanos menores, que también están en el aguante aquí conmigo. No es mucho lo que te puedo contar sobre mi vida. Soy un desocupado más". Su padre murió hace un año, "amargado y sin un peso. Cuando era chico, yo quería trabajar en la refinería de YPF, o manejando algún camión de esos grandes. Pero terminé lavando veredas hasta que me echaron"... "No creo ni en políticos ni en sindicalistas; todos nos vendieron. Yo salí a la calle porque estoy cansado de que me jodan".

El miércoles 16 la Asamblea Popular, con la presencia de los dos intendentes y varios diputados provinciales, decidió continuar con el bloqueo de las rutas. La CGT por su parte, declaró un paro general de una hora por turno en repudio al asesinato de Teresa Rodríguez, medida que fue criticada por insuficiente por el Movimiento de los Trabajadores Argentinos (MTA).
El jueves 17 se hizo evidente las diferencias de posiciones entre los jóvenes "fogoneros", más duros y desconfiados con el gobierno, y los sectores de clase media y comerciantes de la Asamblea que buscaban llegar a un acuerdo y levantar el bloqueo, luego de nueve días.
El viernes 18 la Asamblea levantó provisoriamente el bloqueo, para que una comisión fuera a negociar con el gobernador Sapag. Volvió con un acuerdo de 19 puntos, apoyado en lo que Sapag y Menem habían acordado el martes anterior. Al volver, por la noche, la Asamblea volvió a reunirse, aprobando el acuerdo, con la oposición de los jóvenes "fogoneros" que sostenían que "no les habían dado nada".

## Teresa Rodríguez
Teresa Rodríguez fue asesinada por un policía neuquino, que le disparó con una pistola de 9 milímetros en el cuello, el 12 de abril de 1997, en medio de la violenta represión desatada por la Gendarmería y la policía neuquina. Tenía 24 años y era madre de tres hijos. Los gobiernos nacional y provincial informaron que la bala que mató a Teresa Rodríguez provino de un francotirador ubicado del lado piquetero. Sin embargo ningún agente de seguridad resultó herido de bala, mientras que -además de Teresa- otros cuatro jóvenes también tuvieron heridas de bala.
En la investigación judicial se realizó una pericia por parte de dos físicos de la Comisión Nacional de Energía Atómica, 
Ernesto Martínez y Rodolfo Pregliasco, que, partiendo de un fragmento de video de 16 segundos tomado por Crónica TV que registra el asesinato de Teresa Rodríguez, realizaron un estudio de los sonidos de cada disparo y sus ecos. La pericia permitió establecer que la persona que mató a Teresa Rodríguez fue la que disparó el octavo de los tiros registrados en el video y que se encontraba ubicado en el puente, sin que lo capten las imágenes.

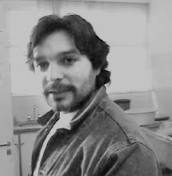
Carlos Fuentealba, docente asesinado por D. Poblete, efectivo policial de la provincia del Neuquén.

La pericia de sonido no fue suficiente para identificar al asesino y la jueza terminó cerrando la causa sin procesar a nadie. Sin embargo, en una causa separada, la justicia pudo probar que cuatro policías habían disparado sus armas de fuego de manera ilegal durante la represión, siendo condenados a penas menores de tres años, todas en suspenso. Los cuatro policías condenados por disparar con armas de fuego en Cutral Có fueron Santiago Antigual, Leonardo Magallanes, Daniel Vece y Daniel Videla. Los cuatro fueron reincorporados a sus funciones en la policía de Neuquén.
Diez años después, la policía de Neuquén volvió a verse involucrada en el asesinato de un manifestante, el docente y activista sindical Carlos Fuentealba. En este caso pudo determinarse que el asesino fue el cabo de la policía neuquina José Darío Poblete, que fue juzgado y condenado a cadena perpetua. Poblete integraba también la fuerza policial que reprimió en Cutral Có el día del asesinato de Teresa Rodríguez, siendo uno de los policías sobreseídos en aquella oportunidad. El 7 de mayo de 2020, se conoció en los medios, la posibilidad de otorgarle a José Dario Poblete, prisión domiciliaria.
El nombre y la memoria de Teresa Rodríguez ha sido preservado y reivindicado por los diversos movimientos sociales, sindicales y organizaciones de derechos humanos. Una de las organizaciones piqueteras existentes tomó su nombre para identificarse como Movimiento Teresa Rodríguez.